# Shannon Hegarty
Shannon Hegarty (Brisbane, 14 giugno 1979) è un rugbista a 13 australiano, che giocava come centro.